# 臺北捷運列車
臺北捷運列車是臺北捷運使用的鐵路列車，皆為動力分散式的電聯車，分為中運量膠輪、中運量鋼輪以及高運量鋼輪三種不同系統，以下分別陳述。

## 中運量列車

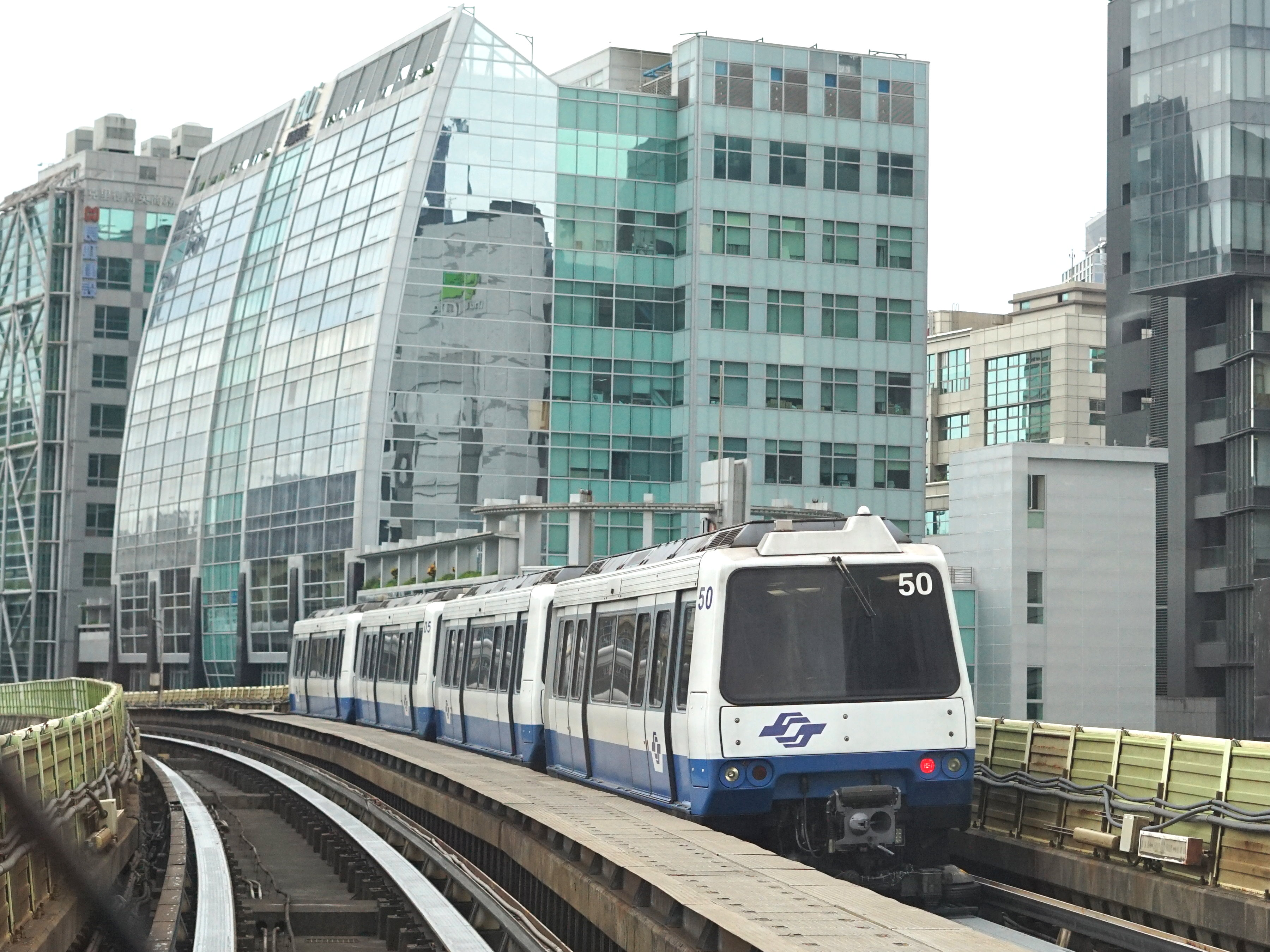
台北捷運棕線VAL256型電聯車是全台灣第一款捷運列車，採用中運量膠輪無人駕駛

### 中運量膠輪系統
為臺北捷運最早營運的列車類型，行駛於文湖線。列車編制為兩輛一對，一對一個編號。非固定編組連號共四輛為一列，未來可視運量需求增為三對。使用膠輪，行駛於為中運量膠輪系統設計的專用軌道。
搭載列車自動控制系統（ATC）及列車自動運行裝置（ATO），全程自動駕駛，正常運轉不配置駕駛員，也因此中運量所有人員都受過這些列車的手動駕駛訓練。

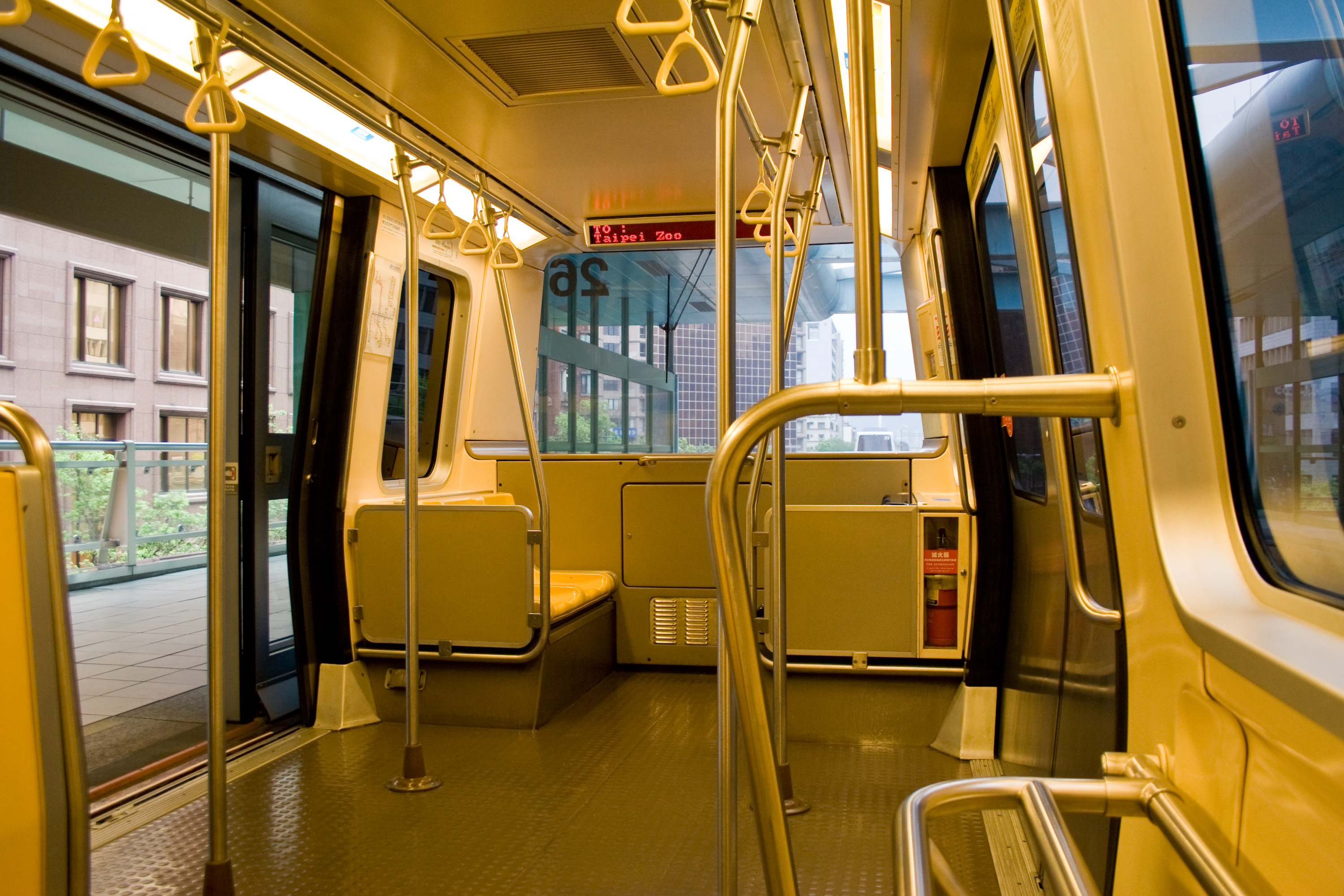
VAL256型列車車廂環境

由於全球中運量捷運膠輪系統皆是由製造公司各自開發並持有專利，並未進行跨國的系統整合，所以各家公司的系統間大多有系統相容問題，也沒有過兩個膠輪系統成功整合的案例。針對此問題，文山內湖線是採揚棄馬特拉系統，改以龐巴迪系統取代的方式來達成系統整合。另外，膠輪系統大多運用在機場航廈之間的聯絡或市區內短程接駁運輸，少有長度超過20公里的膠輪系統，而使得文湖線成為少見的特例。
木柵線原本採用法國馬特拉VAL系統，馬特拉公司對木柵線的軌道設計是水泥路面。內湖線則為龐巴迪運輸CITYFLO650系統，龐巴迪運輸公司本身的專業軌道設計兼有膠輪和鋼軌鋼輪系統，為內湖線特別訂做膠輪鋼軌通訊式列車控制系統（CBTC），並為了讓全線直通，且在木柵線不停止營運的前提下，作行車控制系統切換，是為全球首次，於2009年7月4日完成將原有路線一併變更為此系統，並於2010年12月26日完成將原有列車變更，新舊列車混合上線，縮短列車班距。

#### VAL256型
VAL256型由法國馬特拉與阿爾斯通（Alstom）製造，共有51對（102輛）。後來馬特拉公司被德國西門子公司購併。單輛列車長13.78公尺，寬2.56公尺（列車型號由此而來），高3.53公尺，每節車廂有2扇車門。1997年馬特拉公司與臺北市政府捷運工程局發生合約糾紛後，技術人員全數撤離，不再提供維修服務，由於雙方的合約糾紛，因而讓當時的臺北市市長陳水扁留下一句名言：「馬特拉不拉，我們自己拉。」，比如列車到站資訊顯示器即是由臺灣工程師自行研發。
馬特拉公司從最初至今所生產的鐵路製品全被當成西門子公司的產品，但因為包含《政府採購法》在內種種原因，無法提供全套的售後服務，僅能提供些許備料來做維修及保養。而內湖線僅能使用與龐巴迪號誌系統相容的電聯車，因此此款全數進入木柵機廠進行號誌系統改裝，才能在文湖線全線行駛。
原馬特拉VAL的號誌系統全部改為龐巴迪運輸的CITYFLO650號誌系統，臺北市政府捷運工程局要求龐巴迪公司加速完成改裝，必須於2010年2月14日改裝完畢。（原定於1月14日，但先前停駛進行文湖線網路系統優化時已經耗用太多時間，所以才延至2月14日。）
龐巴迪公司仍然無法在期限內依照合約完成VAL256電聯車的改裝，就是違約，台北市政府捷運工程局會進行罰款。改裝完成列車利用營運結束的30分鐘後進行三個半小時（凌晨0：30～4：00）的運轉測試，每週測試三次。
臺北市政府捷運工程局表示測試主要是為了測試列車的停準度以及穩定性，以免造成重新上線後發生事故，列車不會一次全部上線，而是分批上線，全部上線完畢將要花費1年至2年的時間。全51對改裝完成，雖通過系統安全驗證，但是未通過車輛與系統間整合驗證，無法正式加入營運。找出整合關鍵，解決停準度問題並完成改裝，交由臺北捷運公司實施營運演練。2010年12月26日重新上線，改裝共花費新台幣五億八千萬（580,000,000）元。
營運時期：1996年3月28日～2009年7月3日、2010年12月26日至今

#### INNOVIA APM 256型
INNOVIA APM 256型有101對（202輛）在美國匹茲堡廠製造，另51對（102輛）在唐榮車輛科技股份有限公司做最後組裝，採用加拿大龐巴迪運輸機電號誌系統（CITYFLO650自動列車行控系統）。該型車廂內部實際高度只有190公分，比木柵線電聯車矮，車寬2.54公尺，與VAL256列車2.56公尺寬度縮減兩公分。但顧及轉運松山機場的旅客，車內另配有雙層行李架，以方便使用輪椅、嬰兒車以及攜帶大型行李。

### 中運量鋼輪系統

#### 環狀線電聯車

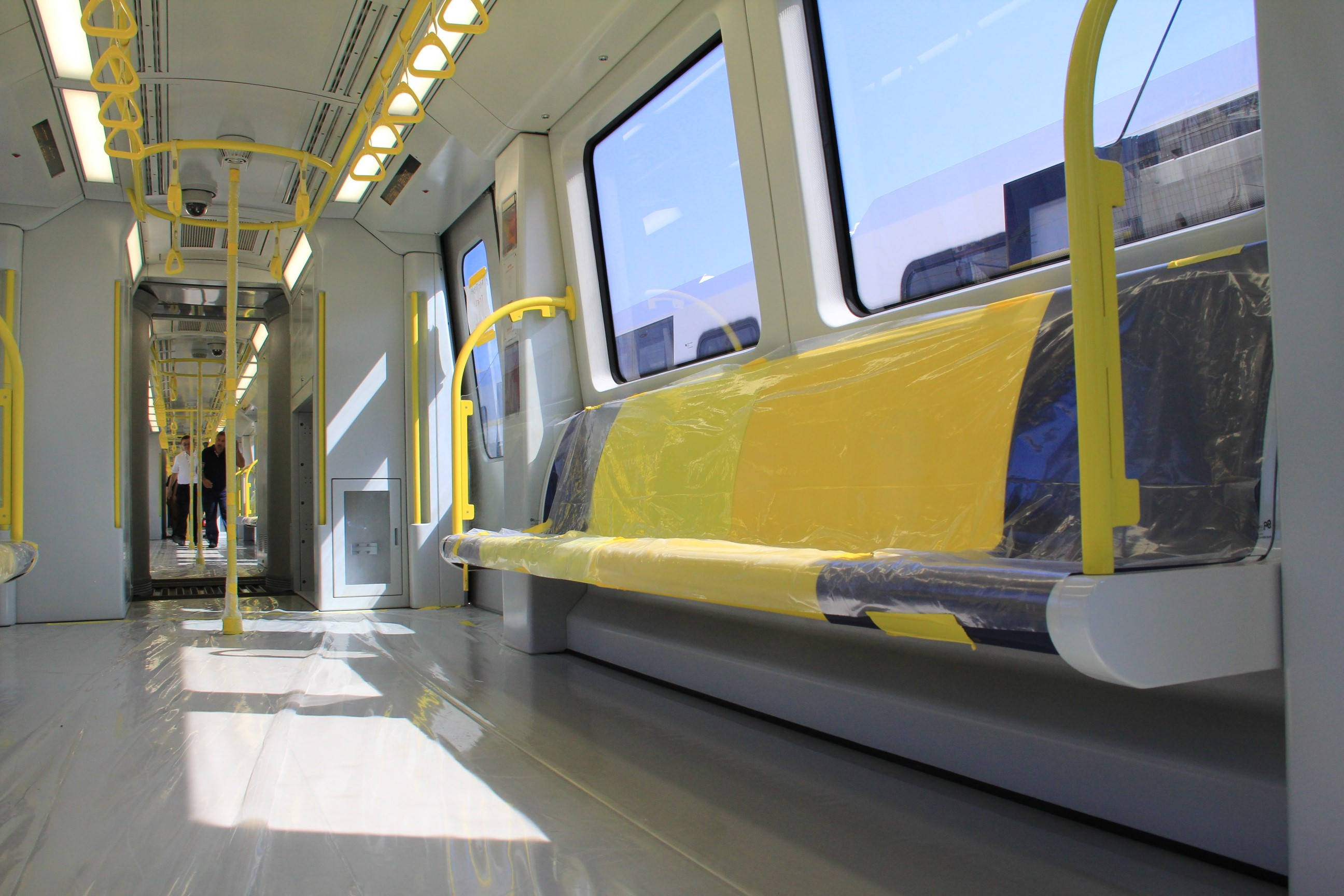
EMU101型列車車廂環境

日立軌道義大利無人駕駛地鐵列車（Hitachi Rail Italy Driverless Metro）是臺北捷運路網繼文湖線之後第二套引進的全自動無人駕駛中運量捷運系統，但不同於文湖線，環狀線為臺灣首條採用傳統鋼輪鋼軌型式車輛標準軌距設計之中運量捷運系統。共採購17列電聯車，每列車4節車廂，總計68節車廂，由義大利軌道車輛廠商日立軌道義大利（原安薩爾多百瑞達）生產製造，行駛環狀線。

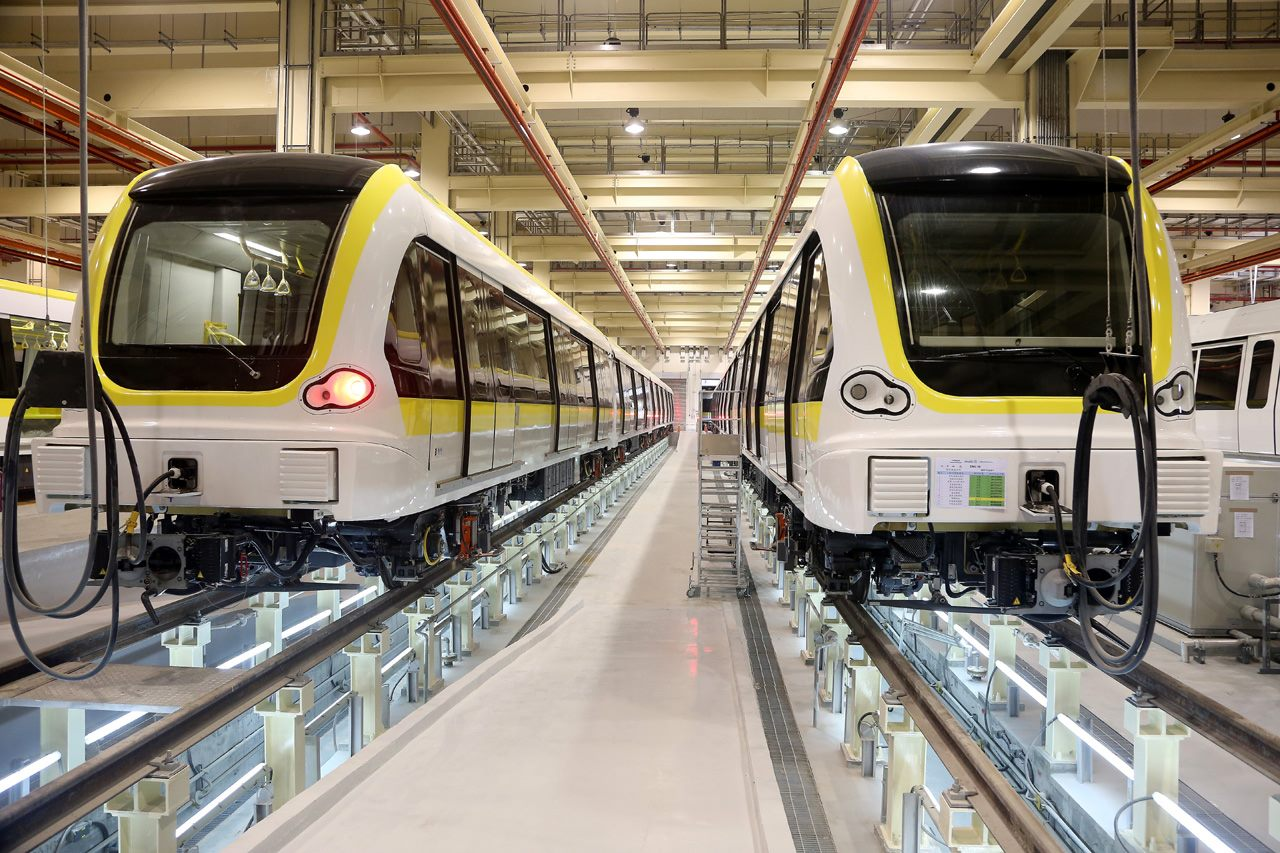
環狀線EMU101型列車是全台灣第一款採用鋼輪鋼軌中運量無人駕駛的列車

| 列車型號                 | 出廠地區 | 原廠            | 數量             | 服役       | 編組                         | 圖片 | 運用       | 配置                         |
| ------------------------ | -------- | --------------- | ---------------- | ---------- | ---------------------------- | ---- | ---------- | ---------------------------- |
| VAL256型                 | 法国     | 馬特拉 阿爾斯通 | - - 51對 - 102輛 | 1996年     | 中運量膠輪4車 (每節車廂重聯) |      | 文湖線     | - - 木柵機廠 - 內湖機廠      |
| 龐巴迪INNOVIA APM256型   | 美國     | 龐巴迪運輸      | 101對 202輛      | 2009年     | 中運量膠輪4車 (每節車廂重聯) |      | 文湖線     | - - 木柵機廠 - 內湖機廠      |
| EMU101型                 | 義大利   | 日立軌道義大利  | 17列68輛         | 2020年     | 中運量鋼輪4車                |      | 環狀線     | - - 南機廠 - 北機廠 - 東機廠 |
| 萬大樹林線阿爾斯通電聯車 | 巴西     | 法國阿爾斯通    | 35列 140輛       | 預計2028年 | 中運量鋼輪4車                |      | 萬大樹林線 | 金城機廠                     |
| 環狀線南北環列車         | 法國     | 法國阿爾斯通    | 29列 116輛       | 待定       | 中運量鋼輪4車                |      | 環狀線     | - - 南機廠 - 北機廠 - 東機廠 |

## 高運量列車
| 型號 | 製造廠                | 單元          | 單元         | 單元         |
| 型號 | 製造廠                | DM 駕駛馬達車 | T 無動力拖車 | M 中間馬達車 |
| ---- | --------------------- | ------------- | ------------ | ------------ |
| 型號 | 製造廠                | 車輛編號      |              |              |
| C301 | 日本川崎重工 URC      | 10xx          | 20xx         | 30xx         |
| C321 | 德國西門子            | 11xx          | 21xx         | 31xx         |
| C341 | 德國西門子            | 12xx          | 22xx         | 32xx         |
| C371 | 日本川崎重工 台灣車輛 | 13xx          | 23xx         | 33xx         |
| C371 | 日本川崎重工 台灣車輛 | 14xx          | 24xx         | 34xx         |
| C381 | 日本川崎重工 台灣車輛 | 15xx          | 25xx         | 35xx         |

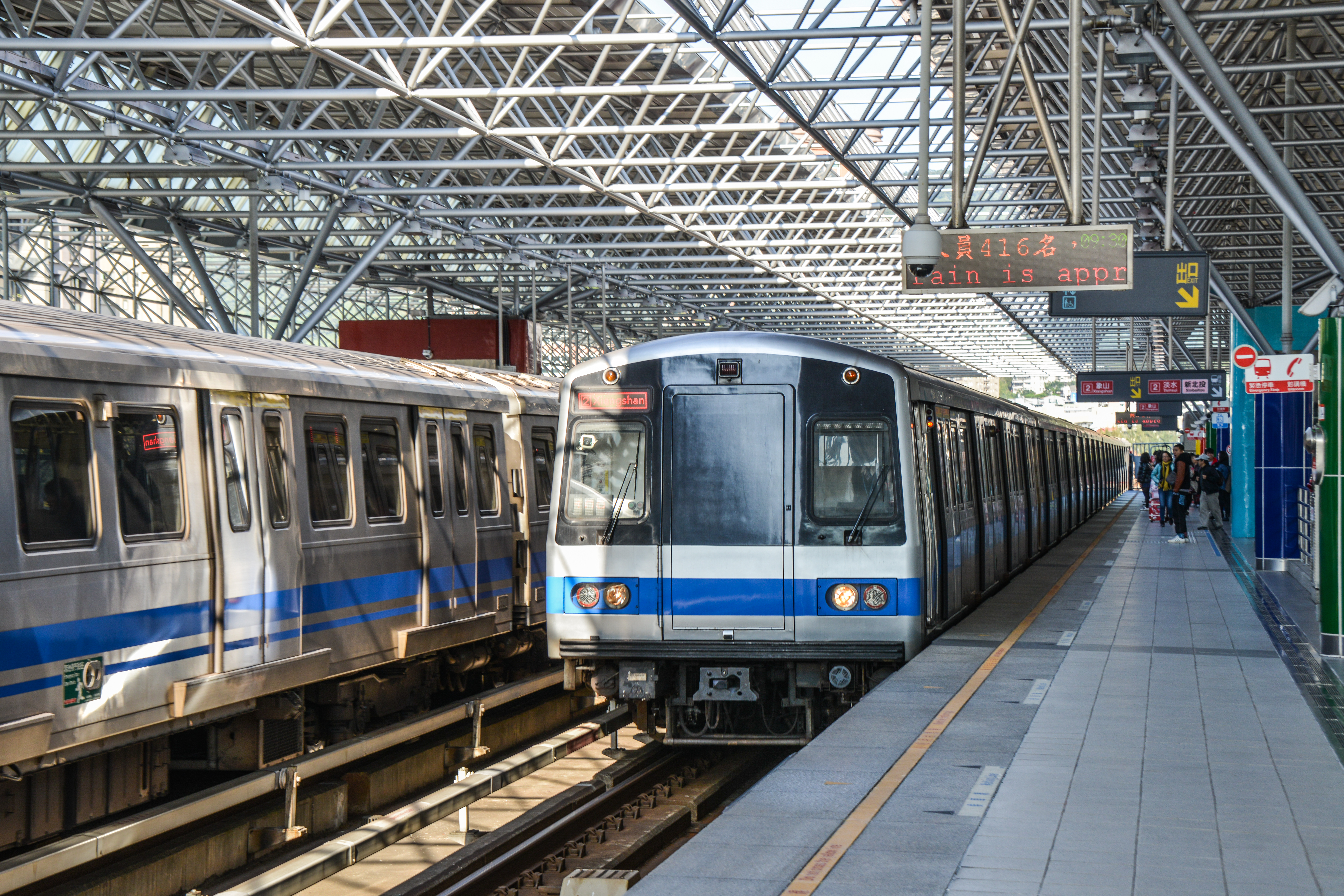
C301型列車是全台灣第一款高運量鋼輪鋼軌電聯車

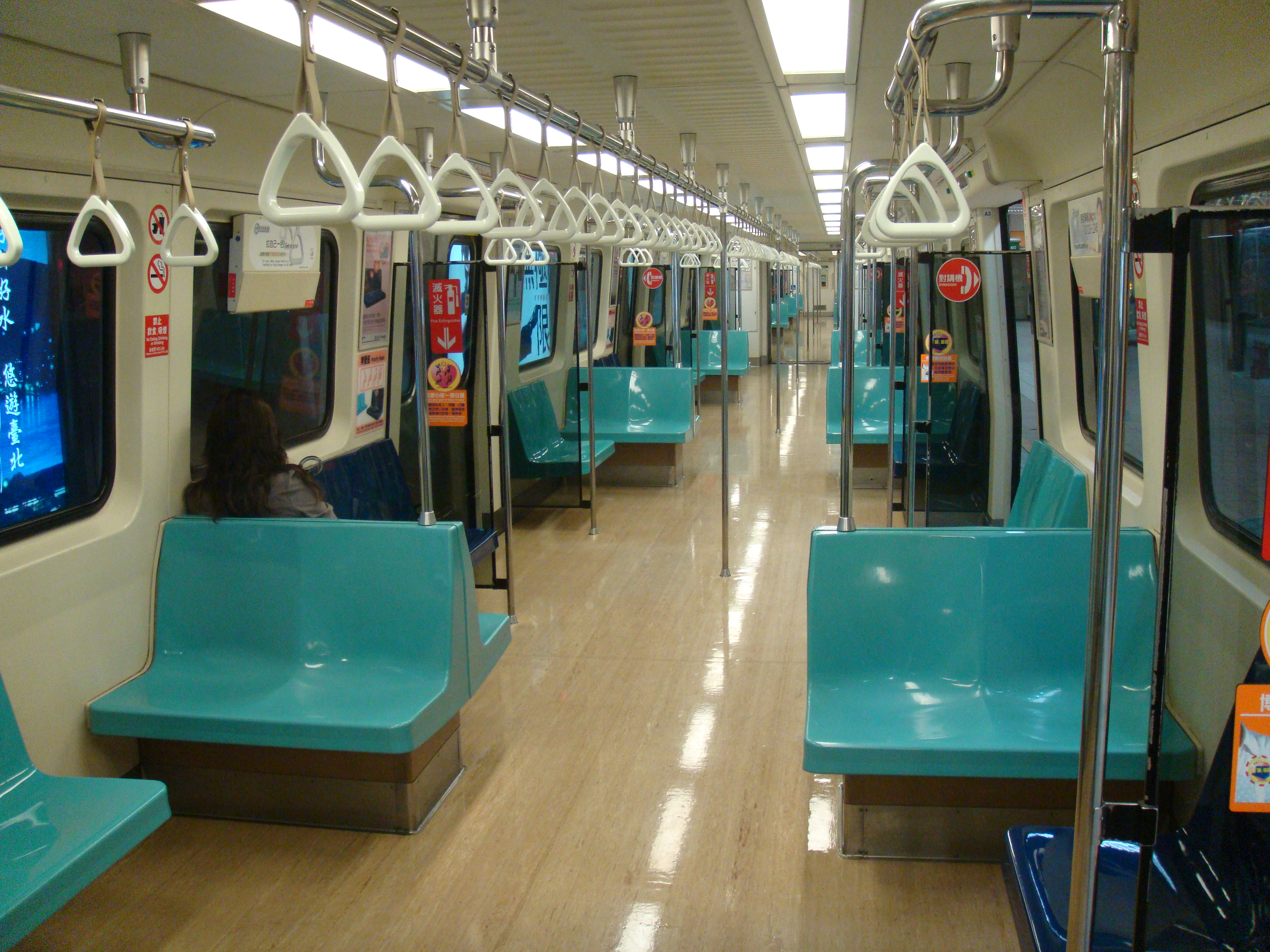
c301型電聯車車廂環境

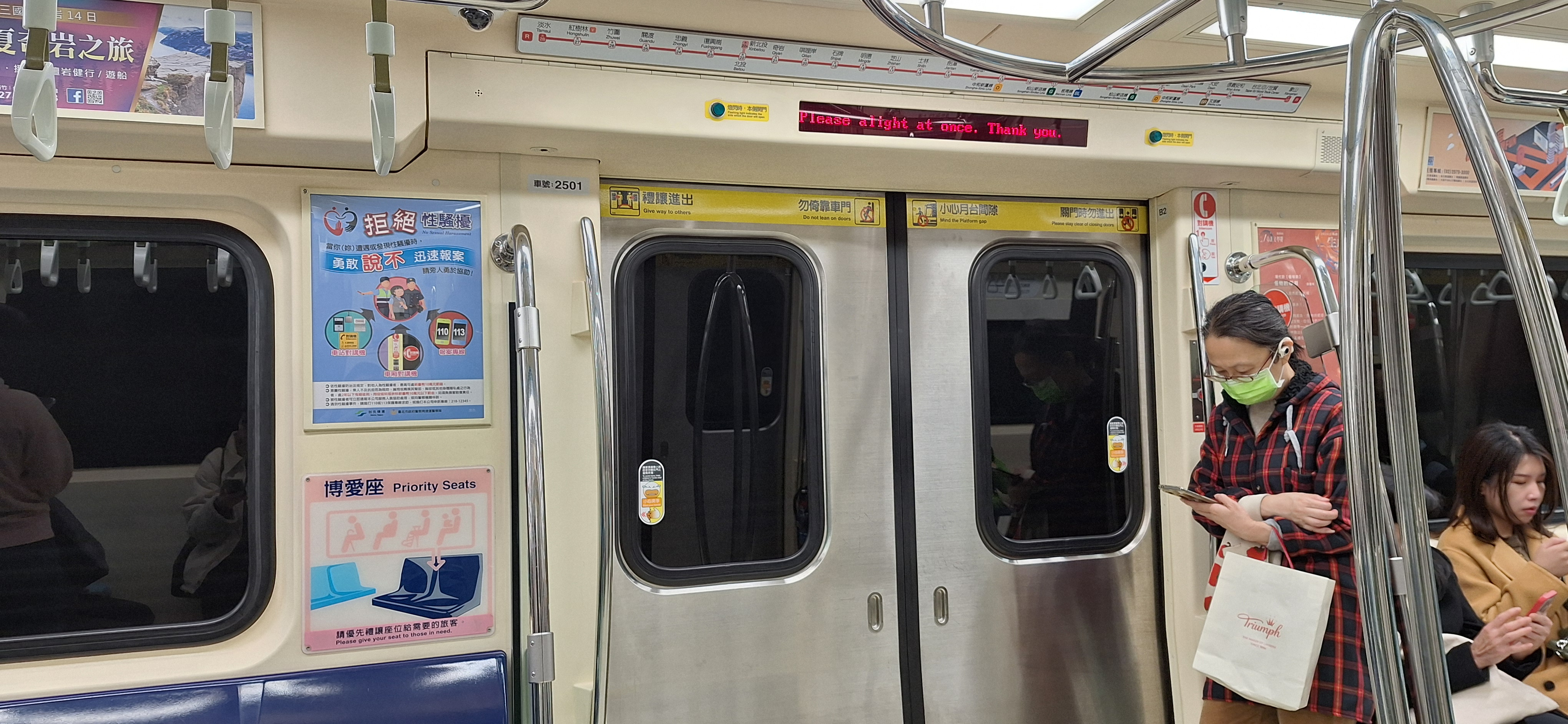
高運量系統列車內的到站資訊顯示器

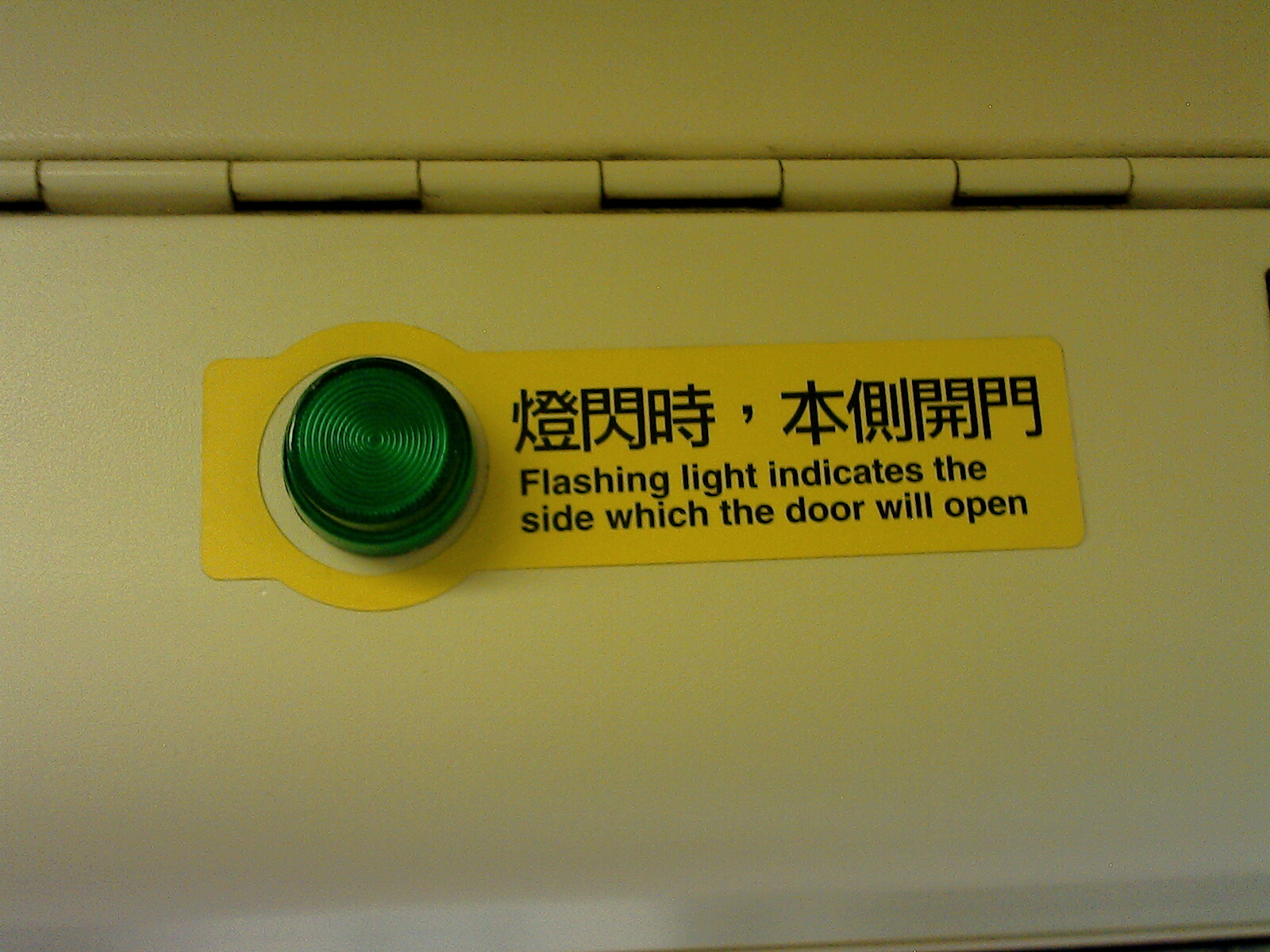
開門指示燈

三輛一組，兩組共六輛為一列，極少數是單組三輛一列。
單輛列車長23.5公尺，寬3.2公尺，高3.6公尺，每輛車每側有4組門。
使用鋼輪，行駛於標準軌距的鋼軌軌道上。
配有駕駛員監控列車狀況，正常情況下為（ATO)全自動駕駛，(CM)半自動駕駛為駕駛依照速度碼進行手動駕駛，最高80km/h，只有極少數時間採用(RM)限制手動模式，於此模式駕駛時時速25km/h。
編成方式

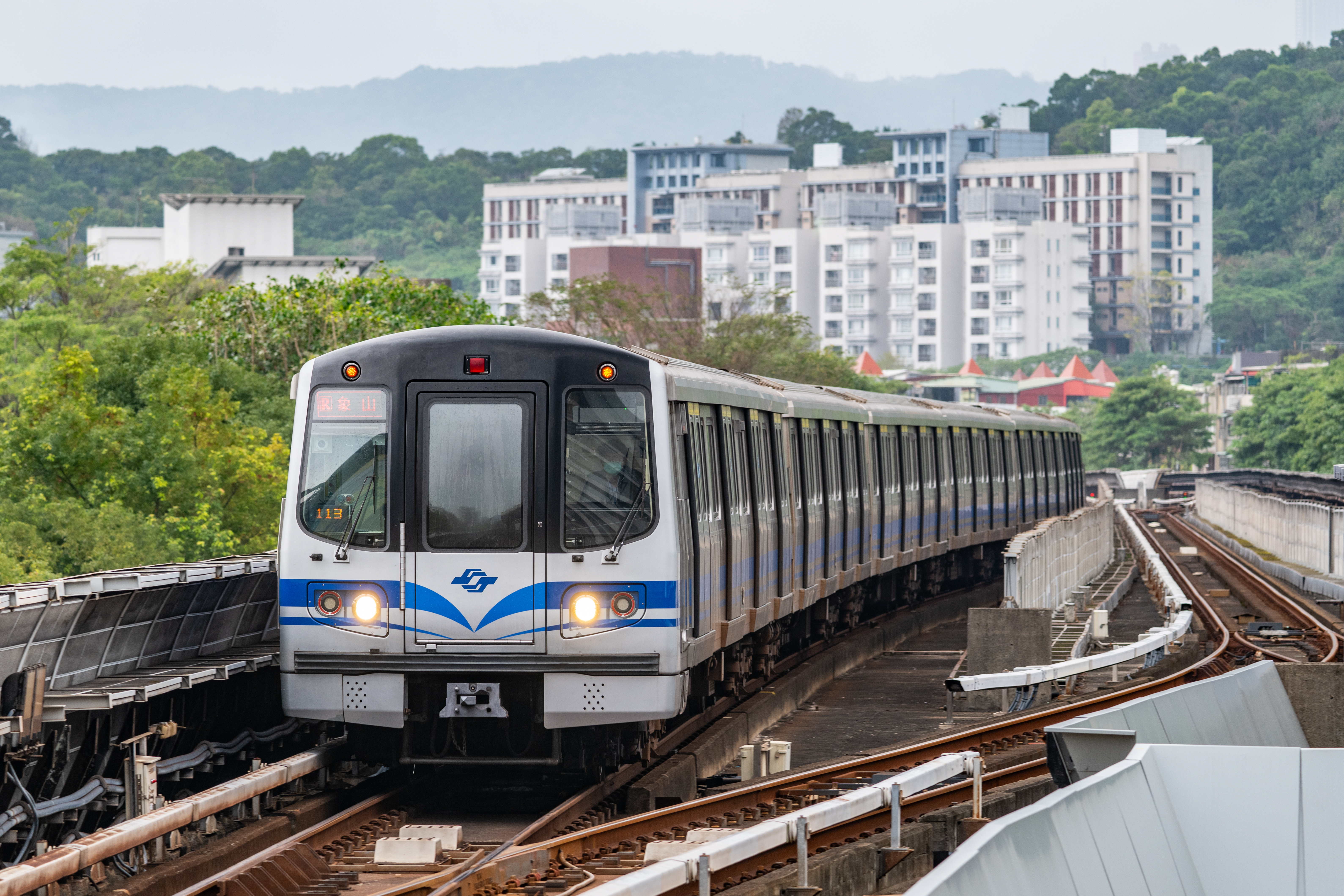
一列C381型列車即將駛入紅線石牌站

一般每組的組合方式為DM1-T-M2，兩組六輛就組合為DM1-T-M2+M2-T-DM1（4M2T），因此若013與014此二編組以一列行駛，列車的編號將會這樣排列：1013-2013-3013+3014-2014-1014。但設計成單組三輛運行的列車（像是1399-2399-3399）則為DM1-T-DM2。
列車型式

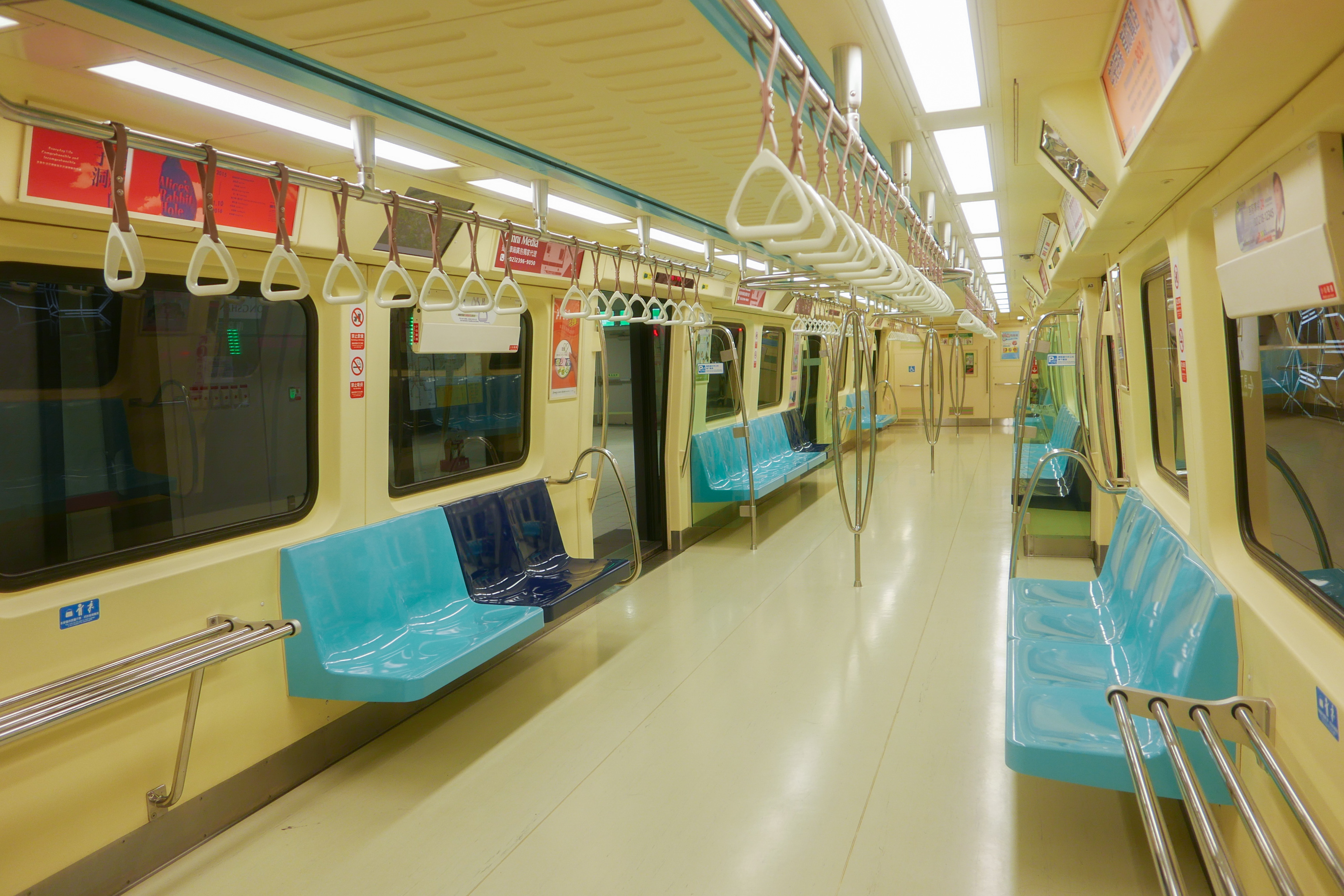
C381型電聯車車廂環境

目前臺北捷運的列車型式名稱，是來自於同一型列車的各標案中，取一個號碼來代表，如以CH321標為名的321型，這在同好間常稱為C321型（可能是因為用來取名的標案都是C開頭，然而捷運單位的官方及員工均不會使用，某種程度上算是冗稱，且已經不可考據；捷運局曾在年表上誤用C301型的名稱）、21型（省略同樣是3的開頭）或100型（來自於列車編號）；例外是371一型列車的數量超出列車編號的數量上限，雖然是同一型號但是拆成2組列車編號。
列車編號
有四位數，由左至右：
- 第一位是車輛種類：1為動力駕駛車（DM1）、2為拖車（T）、3為動力車（M2）或是單組三輛列車的動力駕駛車（DM2）。
- 第二位是車輛型式：0為C301型；1為C321型；2為C341型；3、4為C371型；5為C381型。
- 第三、四位為編組號碼。

為方便說明，以下的編組號碼皆只列出後三位數。

### C301型
C301型電聯車由日本川崎重工—美國聯合鐵路機車集團URC製造，共有44組（22列）合計132輛。配置北投機廠，行駛淡水信義線。原採用美國西屋電氣公司的GTO-VVVF推進器系統，2013年至2017年間更換為加拿大龐巴迪運輸的IGBT-VVVF推進器系統。

### C321型
C321型電聯車由德國西門子製造，共有72組（36列）合計216輛。配置土城機廠、南港機廠，行駛板南線。採用西門子GTO-VVVF推進器系統。

### C341型
C341型電聯車由德國西門子製造，共有12組（6列）合計36輛。配置土城機廠、南港機廠，行駛板南線。採用西門子IGBT-VVVF推進器系統。

### C371型
C371型電聯車由日本川崎重工和台灣車輛得標及承造，共有107組（53.5列）合計321輛。配置新店機廠、蘆洲機廠、新莊機廠和北投機廠，行駛松山新店線、小碧潭支線、中和新蘆線和新北投支線。推進系統為日本三菱電機IGBT-VVVF。
C371型又有分 C371-3（3系）和C371-4（4系）

### C381型
C381型電聯車是配合信義線及松山線興建所增備之電聯車，由日本川崎重工和台灣車輛得標及承造。共有48組（24列）合計144輛。推進系統為與371型相同的日本三菱電機IGBT-VVVF。

### 添購列車
2022年6月，臺北市政府捷運工程局依政府採購法公開招標7列42輛電聯車，經過兩次招標後，因兩次都只有韓國現代Rotem投標，故在同年11月宣布其得標。2024年3月，臺北捷運公司發出新聞稿宣布購車消息，並指首列原型車預計2026年交貨、2028年完成全數測試驗收，每列載客量約為2,200人，並依照旅客對於空間、動線及安全性的需求，進行車廂內部設計，具有多項特色，包括全車廂一字型座椅、增大車門退縮區等。
| 列車型號 | 列車型號 | 出廠地區 | 原廠                 | 服役       | 編組          | 圖片       | 運用                  | 配置                               | 數量         |
| -------- | -------- | -------- | -------------------- | ---------- | ------------- | ---------- | --------------------- | ---------------------------------- | ------------ |
| C301     | C301     | 美國     | 美國聯合鐵路機車集團 | 1997年     | 高運量鋼輪6車 |            | 淡水信義線            | 北投機廠                           | 22列132輛    |
| C301     | C301     | 日本     | 川崎重工             | 1997年     | 高運量鋼輪6車 |            | 淡水信義線            | 北投機廠                           | 22列132輛    |
| C321     | C321     | 德國     | 德國西門子           | 1999年     | 高運量鋼輪6車 |            | 板南線                | 土城機廠 南港機廠                  | 36列216輛    |
| C341     | C341     | 德國     | 德國西門子           | 2005年     | 高運量鋼輪6車 |            | 板南線                | 土城機廠 南港機廠                  | 6列36輛      |
| C371     | 3系      | 日本     | 川崎重工             | 2006年     | 高運量鋼輪6車 |            | 松山新店線            | - - 新店機廠 - 蘆洲機廠 - 新莊機廠 | 53.5列 321輛 |
| C371     | 4系      | 日本     | 川崎重工             | 2006年     | 高運量鋼輪6車 | 中和新蘆線 |                       | - - 新店機廠 - 蘆洲機廠 - 新莊機廠 | 53.5列 321輛 |
| C371     | 4系      | 台灣     | 台灣車輛             | 2009年     | 高運量鋼輪6車 | 中和新蘆線 |                       | - - 新店機廠 - 蘆洲機廠 - 新莊機廠 | 53.5列 321輛 |
| C381     | C381     | 日本     | 川崎重工             | 2012年     | 高運量鋼輪6車 |            | 淡水信義線 松山新店線 | 北投機廠 新店機廠                  | 24列 144輛   |
| C381     | C381     | 台灣     | 台灣車輛             | 2012年     | 高運量鋼輪6車 |            | 淡水信義線 松山新店線 | 北投機廠 新店機廠                  | 24列 144輛   |
| 型號待定 | 型號待定 | 韓國     | 現代Rotem            | 預計2027年 | 高運量鋼輪6車 |            | 待定                  | 待定                               | 7列 42輛     |